# Matt Sorum
Matthew William Sorum (Venice Beach, 19 novembre 1960) è un batterista statunitense.
Ha suonato in gruppi del calibro dei Guns N' Roses, The Cult e dal 2002 è membro dei Velvet Revolver. Ha suonato con i Motörhead in sostituzione di Mikkey Dee, durante la sua partecipazione al reality I'm a Celebrity. Negli anni novanta è stato endorser Yamaha Drums, successivamente Mapex, Dw Drums, ed è endorser della Ludwig. Da sempre è endorser Zildjian, della quale è un grande estimatore.

## Biografia
Nato a Venice Beach, Stati Uniti, da David e Joanne Sorum, entrambi musicisti classici, riceve dai genitori le loro conoscenze in ambito musicale sin da piccolo. Da sempre molto stimato nel suo ambiente per la forte vena heavy metal che lo contraddistingue in ogni pezzo, Matt ha iniziato a suonare fin da giovane alla Mission Viejo High School frequentando vari corsi di batteria. Dopo la scuola superiore ha iniziato a dedicarsi maggiormente allo studio della batteria, i suoi principali ispiratori furono Billy Cobham, Lenny White e Tony Williams, anche se, come afferma lui, il suo batterista preferito era e rimarrà Roger Taylor.
Già dall'inizio collaborò con Tori Amos per il suo primo album, "Y Kant Tori Read", e con Jeff Paris, ma stanco di essere sempre al servizio di altri musicisti decise di avere un suo gruppo. Dopo varie audizioni (fra cui una per David Lee Roth e una per Steve Vai), il batterista entrò negli Hawk, una heavy metal band di Los Angeles con cui incise un disco omonimo nel 1985. Purtroppo la band si sciolse nello stesso anno, e l'occasione della sua vita si presentò quando venne contattato dai The Cult con cui suonerà fino al 1990 e dal 2000 al 2001. Era infatti il 1990 quando Steven Adler viene cacciato dai Guns N' Roses per problemi sempre più forti dovuti alla tossicodipendenza. Durante gli ultimi concerti dei Cult a L.A. erano presenti anche Slash e Duff McKagan, rispettivamente chitarrista solista e bassista dei Guns, che furono così impressionati dallo stile e dalla tecnica di Matt, che alla fine decisero di proporlo come sostituto di Steven. Fu così che completò le registrazione di Use Your Illusion I e II a cui seguì il tour che durò fino al 1993. Il debutto ufficiale da gunner fu al festival Rock in Rio 2, davanti a 125.000 persone, con il nuovo tastierista Dizzy Reed.
Finita l'esperienza con i Guns N' Roses dopo il cd The Spaghetti Incident?, Matt collabora in vari progetti solisti, ovvero quello di Gilby Clarke, quello di Slash e quello di Duff.
Successivamente suonerà ancora con Duff nei Neurotic Outsiders.
Nel 1998 Matt viene licenziato da Axl Rose. Il batterista spiega come lui e gli altri membri del gruppo non andassero d'accordo con il sostituto di Gilby, Paul Tobias, che continuava a lamentarsi e criticare Slash davanti ad Axl. Matt si mise di mezzo dicendo di piantarla con questo suo atteggiamento e per tutta risposta viene buttato fuori da Axl.
In questi anni produce anche un video didattico molto apprezzato e un metodo per batteria.
Il 2000 rivede Matt in tour con i Cult, le date sono sempre di più e si accaparrano un ottimo contratto con la major Atlantic Wea.
Nel 2001 i Cult decideranno di prendersi una pausa di riflessione.
Nel 2002 in memoria di Randy Castillo, scomparso nella primavera dello stesso anno Matt organizza un concerto tributo in suo onore per il 26 aprile, al quale parteciperanno i Mötley Crüe, Montuose, Slash e Duff.
Il 31 ottobre 2003 pubblica anche il suo album solista, Hollywood Zen, raccontando la sua esperienza di vita a Hollywood.
Sempre nel 2003 Matt darà vita assieme a Dave Navarro alla band chiamata Camp Freddy, una jam band che prevede ai suoi concerti special guest sempre diversi (Robbie Williams,
Slash, Duff, Scott Weiland, Steven Tyler, ecc.).
A un concerto di beneficenza suona con Slash e Duff, i tre si divertono così tanto che decidono di formare una band, in questo progetto coinvolgono anche Dave Kushner e Scott Weiland, e formano gli odierni Velvet Revolver.
Dall'agosto 2009 è il batterista dei Motörhead, in sostituzione di Mikkey Dee, il quale parteciperà ad un reality show inglese. Non è scontato che la partecipazione di Sorum si limiti ai pochi mesi durante i quali Dee sarà impegnato nello show; infatti Lemmy Kilmister leader dei Motörhead si è detto mortificato per il comportamento di Mikkey che ha preso l'impegno di partecipare al reality "I'm a Celebrity" senza dirlo a nessuno della band. Sorum lascerà i Motörhead a fine settembre 2009.
Attualmente suona in diversi locali di Los Angeles in una pop band "Diamond Baby" ed è stato in tour nel Sud-America con la super band "Rock And Roll All Stars" composta da Gene Simmons, Duff McKagan, Gilby Clarke, Sebastian Bach, Billy Duffy, Ed Roland, Steve Stevens, Glenn Hughes e Mike Inez dal 19 aprile in Paraguay al 6 maggio 2012 in Venezuela.
Attualmente svolge il ruolo di batterista nei concerti del supergruppo Hollywood Vampires.

## Set-Up con Guns N' Roses (1991-1993)
Yamaha Rock Tour Custom Solid Black
- 24" x 18" Grancassa
- 13" x 11" Tom (fino al 1992 usava il 14" x 12")
- 16" x 16" Timpano
- 18" x 16" Timpano
- 14" x 8" Rullante Recording Custom (ha usato per la prima parte del tour del 91' il rullante 14" x 8" in ottone)
- 12" Rullante / 14" x 3,5" Rullante Ottone "Piccolo" (usato per la prima parte del tour 91')
- 20" Ludwig Timpano da orchestra

### Hardware
- Yamaha Drums and DW Drums

### Pelli
Remo
- Pinstripe trasparente (toms e timpani - sopra)
- Ambassador trasparente (toms e timpani - sotto)
- Ambassador sabbiata (rullanti - sopra)
- Ambassador Snare (rullanti - sotto)
- Pinstripe (grancassa battente)

### Percussioni
Latin Percussion
- LP Rock Ridge Rider Cowbell
- LP Jam Block (Low Pitch Red)
- Rhythm Tech DST (Drum Set Tambourine)

### Piatti
Zildjian (Da sinistra a destra del kit)
- 17" K China Boy
- 19" K Dark Crash
- 15" Avedis Rock Hi-Hat
- 18" Avedis Rock Crash
- 8" Avedis Splash
- 24" Avedis Ping Ride
- 20" Avedis Crash Ride
- 14" Avedis Rock Hi-Hat remoto
- 18" Avedis China Boy High
- 22" Avedis Crash Ride

### Bacchette e accessori
- Easton Ahead Matt Sorum Signature
- Pro-Mark Maxxum 4195
- Octagon Drumming Gloves

## Discografia

### Da solista
- 2004 – Hollywood Zen
- 2014 – Stratosphere

### Con i Guns N' Roses
- 1991 – Use Your Illusion I
- 1991 – Use Your Illusion II
- 1993 – The Spaghetti Incident?
- 1999 – Live Era 87-93 (live)

### Con i Velvet Revolver
- 2004 – Contraband
- 2007 – Libertad

### Con Glenn Hughes
- 1995 – Feel
- 1999 – The Way It Is
- 2002 – Different Stages

### Altri album
- Hawk - Hawk (1985)
- Jeff Paris	- Wired Up (1987)
- Duff McKagan - Believe in Me (1993)
- Gilby Clarke - Pawnshop Guitars (1994)
- Stevie Salas Colorcode - The Electric Pow Wow (1994)
- Slash's Snakepit - It's Five O'Clock Somewhere (1995)
- Poe - Hello (1995)
- Neurotic Outsiders - Neurotic Outsiders (1996)
- Teddy Andreadis - Innocent Loser (1996)
- Maeda Nobuteru - Hard Pressed (1997)
- Sammy Hagar - Marching to Mars (1997)
- Gackt - Mizérable (1999)
- Milkweed - Milkweed (2000)
- T-Square - Truth 21c (2001)
- Haven - Haven (2001)
- The Cult - Beyond Good and Evil (2001)
- Circus Diablo - Circus Diablo (2007)
- Gina Gershon - In Search Of Cleo (2007)
- Johnny Crash - Unfinished Business (2008)
- Macy Gray - The Sellout (2009)

### Album tributo e compilation
- Mighty Morphin Power Rangers the Movie: Original Soundtrack (1995)
- Forever Mod: Portrait of a Storyteller (1998)
- Humanary Stew: A Tribute to Alice Cooper (1999)
- Welcome to the Nightmare: An All Star Salute to Alice Cooper (2006)